# Milan (Kansas)
Milan – miasto w Stanach Zjednoczonych, w stanie Kansas, w hrabstwie Sumner.